# Uranophora leucotela
Uranophora leucotela là một loài bướm đêm thuộc phân họ Arctiinae, họ Erebidae.